# Talker
Um talker é uma variante de um MUD direccionado para ser usado como sistema de comunicação.
A maioria dos códigos-base dos talkers são de código aberto, pelo que qualquer pessoa pode acrescentar pequenos jogos e diversões ao sistema. Os fans de talkers, vulgarmente chamados de "spodders", acreditam que isso dá um sentimento real de prazer mútuo num ambiente agradável.
Num talker, os utilizadores têm níveis, ou "ranks". Quanto mais alto é o nível, mais comandos e privilégios eles têm.

## Clientes
Muitos utilizadores de talkers gostam de usar clientes (programas para establecer ligação aos talkers) como o GMud, zMUD, TinyFugue, o SimpleMU ou o cliente básico de telnet que usualmente acompanha o Sistema Operativo que estiver a ser usado, para o caso dos talkers com ligação via telnet. Para os talkers de ligação via telnet-SSL, normalmente usa-se o programa OpenSSL ou o cliente Crystal. Para os utilizadores de Linux ou outro Sistema Operativo baseado em UNIX, pode-se também usar a opção -z do telnet.

## Bases
Os servidores de talker podem correr na maioria dos sistemas Unix, e são normalmente chamados por bases de talker.
Os talkers normalmente não são construídos de raiz mas sim usando uma das muitas bases existentes, tal como o PyTalker, Mamnuts, Amnuts, NUTS, ew-too, summink, sensi-summink, playground entre outros.

## História

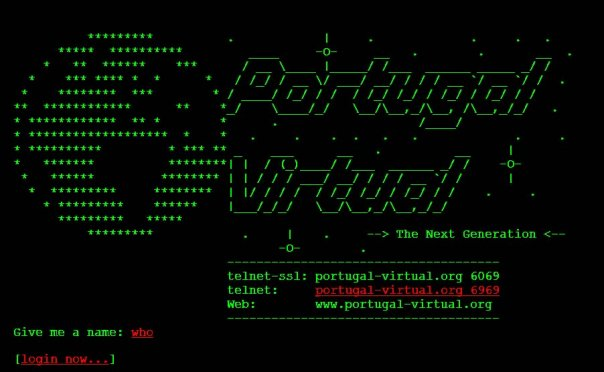
Ecrã de entrada do Portugal Virtual, o primeiro talker português

### Primeiros talkers
Durante o ano lectivo de 1983–1984, Mark Jenks and Todd Krause, dois estudantes da Washington High School, em Milwaukee, escreveram um programa informático para os membros de um grupo poderem falar entre si, usando o minicomputador PDP-11 do gabinete principal das Escolas Públicas de Milwaukee. Após investigarem os ficheiros e diretorias do PDP-11, Mark encontrou o programa talk, específico do PDP-11, e decidiu que conseguiam fazer algo melhor. O sistema incluia modems de aproximadamente 40 300–2400 bits por segundo, com um número telefónico único e um grupo de busca. O novo programa de conversação foi nomeado TALK, sendo codificado para lidar com muitas das opções que ainda hoje estão presentes no IRC: salas ou canais, mensagens privadas, acções, moderadores e mecanismo de convite para as salas. Em 1992 Neil Robertson criou o NJRs Talkserv project, com um sistema de comandos vagamente baseado na BBS UnaXcess, e baseado em salas, muito inspirado  EWToo, uma base de MUDs. Em 1993 veio ter o nome de NUTS, significando Neil's Unix Talk Server, tornando-se muito popular em sistemas Unix. O código fonte foi disponibilizado livremente, tornando-se a base de um imenso número de variantes e versões recodificadas ao longo da década de 1990.
O primeiro talker da Internet  / JANET foi o Cat Chat, criado in 1990.

### Portugal
O primeiro talker Português apareceu em 1992, com o nome de Cyber Eden, tendo em 1995 mudado o seu nome para Portugal Virtual. Em Dezembro de 1995, a revista Cyber.net dava conta de pelo menos 24 talkers a operar em Portugal, em Julho de 1997 listava apenas 19, mas em Novembro de 1997 chegariam aos 37. Em 1998 existiam diversos talkers em Portugal, maioritariamente administrados por estudantes universitários. Em Novembro de 2014 o Portugal Virtual fundiu-se com o único outro talker Português ainda existente, a Selva, passando a chamar-se Selva Virtual. Após um hiato de diversos anos, os talkers Mourolandia e Tripalandia voltaram a estar activos em Novembro de 2024.

### Hospedagem de talkers
Em 1996, foi formado o talker.com, o primeiro servidor a comercializar espaço para talkers, mais tarde tomando o nome de Dragonroost. O servidor chegou a ter cerca de 90 talkers em simultâneo, durante a época áurea dos talkers, em meados dos anos 1990. Uma quantidade de outros serviços de hospedagem foi surgindo como alternativas ao talker.com. A 28 de setembro de 2009, o Talker.com deixou de hospedar quaisquer talkers para além dos dos seus proprietários.